# Exotela obscura
Exotela obscura är en stekelart som beskrevs av Griffiths 1967. Exotela obscura ingår i släktet Exotela och familjen bracksteklar. Arten är reproducerande i Sverige. Inga underarter finns listade i Catalogue of Life.